# Campeonato Europeo de Atletismo en Pista Cubierta de 1983
El XIV Campeonato Europeo de Atletismo en Pista Cubierta se celebró en Budapest (Hungría) entre el 5 y el 6 de marzo de 1983 bajo la organización de la Asociación Europea de Atletismo (AEA) y la Federación Húngara de Atletismo.
Las competiciones se llevaron a cabo en el Sportcsárnok de la capital húngara. Participaron 260 atletas de 24 federaciones nacionales afiliadas a la AEA.

## Resultados

### Masculino
| Evento                    | Oro                                               | Plata                                      | Bronce                                               |
| ------------------------- | ------------------------------------------------- | ------------------------------------------ | ---------------------------------------------------- |
| 60 m (05.03)              | Stefano Tilli · Italia · 6,63 s                   | Christian Haas Alemania Occidental 6,64 s  | Valentin Atanasov Bulgaria 6,66 s                    |
| 200 m (06.03)             | Alexandr Yevgeniev Unión Soviética 20,97          | Jacques Borlée · Bélgica · 21,13           | István Nagy · Hungría · 21,18                        |
| 400 m (06.03)             | Yevgeni Lomtiev Unión Soviética 46,20             | Ainsléi Bennett Reino Unido 46,43          | Ángel Heras · España · 46,57                         |
| 800 m (06.03)             | Colomán Trabado · España · 1:46,91                | Peter Elliott Reino Unido 1:47,58          | Thierry Tonnellier Francia 1:47,68                   |
| 1500 m (06.03)            | Thomas Wessinghage Alemania Occidental 3:39,82    | José Manuel Abascal · España · 3:40,39     | Antti Loikkanen · Finlandia · 3:41,31                |
| 3000 m (06.03)            | Dragan Zdravković Yugoslavia 7:54,73              | Valeri Abramov Unión Soviética 7:57,79     | Uwe Mönkemeyer Alemania Occidental 7:58,11           |
| 60 m vallas (06.03)       | Thomas Munkelt República Democrática Alemana 7,48 | Arto Bryggare · Finlandia · 7,60           | Andreas Oschkenat República Democrática Alemana 7,63 |
| Salto de altura (05.03)   | Carlo Thränhardt Alemania Occidental 2,32 m       | Gerd Nagel Alemania Occidental 2,30 m      | Mirosław Włodarczyk · Polonia · 2,27 m               |
| Salto con pértiga (06.03) | Vladimir Poliakov Unión Soviética 5,60            | Alexandr Obizhayevs Unión Soviética 5,60   | Patrick Abada Francia 5,55                           |
| Salto de longitud (06.03) | László Szálma · Hungría · 7,95                    | Gyula Pálóczi · Hungría · 7,90             | Jens Knipphals Alemania Occidental 7,82              |
| Salto triple (05.03)      | Nikolái Musiyenko Unión Soviética 17,12           | Gennadi Valiukevich Unión Soviética 16,94  | Béla Bakosi · Hungría · 16,90                        |
| Peso (05.03)              | Janis Bojars Unión Soviética 20,56                | Alexandr Baryshnikov Unión Soviética 20,44 | Ivan Ivančić Yugoslavia 20,26                        |
| 5000 m marcha (05.03)     | Anatoli Solomin Unión Soviética 19:19,93          | Yevgeni Yevsukov Unión Soviética 19:41,66  | Erling Andersen · Noruega · 20:00,68                 |

### Femenino
| Evento                    | Oro                                               | Plata                                                 | Bronce                                         |
| ------------------------- | ------------------------------------------------- | ----------------------------------------------------- | ---------------------------------------------- |
| 60 m (06.03)              | Marlies Göhr República Democrática Alemana 7,09 s | Silke Gladisch República Democrática Alemana 7,12 s   | Marisa Masullo · Italia · 7,19 s               |
| 200 m (05.03)             | Marita Koch República Democrática Alemana 22,39   | Joan Baptiste Reino Unido 23,37                       | Christina Sussiek Alemania Occidental 23,61    |
| 400 m (06.03)             | Jarmila Kratochvílová Checoslovaquia 49,69        | Kirsten Emmelmann República Democrática Alemana 51,70 | Rositsa Stamenova Bulgaria 52,36               |
| 800 m (06.03)             | Svetlana Kitova Unión Soviética 2:01,28           | Zuzana Moravčíková Checoslovaquia 2:01,66             | Olga Simanova Unión Soviética 2:02,25          |
| 1500 m (06.03)            | Brigitte Kraus Alemania Occidental 4:16,14        | Maria Radu · Rumania · 4:17,16                        | Ivana Kubešová Checoslovaquia 4:17,21          |
| 3000 m (06.03)            | Yelena Sipatova Unión Soviética 9:04,40           | Agnese Possamai · Italia · 9:04,41                    | Yelena Malyjina Unión Soviética 9:04,52        |
| 60 m vallas (05.03)       | Bettine Jahn República Democrática Alemana 7,75   | Kerstin Knabe República Democrática Alemana 7,96      | Tatiana Maliuvanets Unión Soviética 8,07       |
| Salto de altura (06.03)   | Tamara Bykova Unión Soviética 2,03 m              | Larisa Kositsyna Unión Soviética 1,94 m               | Maryse Ewanje-Epée Francia 1,92 m              |
| Salto de longitud (05.03) | Eva Murková Checoslovaquia 6,77                   | Helga Radtke República Democrática Alemana 6,63       | Heike Daute República Democrática Alemana 6,61 |
| Peso (06.03)              | Helena Fibingerová Checoslovaquia 20,61           | Helma Knorscheidt República Democrática Alemana 20,35 | Zdeňka Šilhavá Checoslovaquia 19,56            |

## Medallero
| Núm. | País           | Oro | Plata | Bronce | Total |
| ---- | -------------- | --- | ----- | ------ | ----- |
| 1    | URSS           | 9   | 6     | 3      | 18    |
| 2    | RDA            | 4   | 5     | 2      | 11    |
| 3    | RFA            | 3   | 2     | 3      | 8     |
| 4    | Checoslovaquia | 3   | 1     | 2      | 6     |
| 5    | Hungría        | 1   | 1     | 2      | 4     |
| 6    | España         | 1   | 1     | 1      | 3     |
| 6    | Italia         | 1   | 1     | 1      | 3     |
| 8    | Yugoslavia     | 1   | 0     | 1      | 2     |
| 9    | Reino Unido    | 0   | 3     | 0      | 3     |
| 10   | Finlandia      | 0   | 1     | 1      | 2     |
| 11   | Bélgica        | 0   | 1     | 0      | 1     |
| 11   | Rumania        | 0   | 1     | 0      | 1     |
| 13   | Francia        | 0   | 0     | 3      | 3     |
| 14   | Bulgaria       | 0   | 0     | 2      | 2     |
| 15   | Noruega        | 0   | 0     | 1      | 1     |
| 15   | Polonia        | 0   | 0     | 1      | 1     |
|      | TOTAL          | 23  | 23    | 23     | 69    |